# Capacité hôtelière
La capacité hôtelière d'un pays, d'une région, d'une ville, d'un bâtiment ou d'un groupe hôtelier est le nombre de chambres d'hôtel total que ces entités peuvent mettre à disposition de leur clientèle touristique. Prise en compte lors de la désignation des sites devant accueillir des événements sportifs ou culturels attirant de nombreux visiteurs, elle sert au calcul du taux de remplissage des établissements, qui conditionne la rentabilité financière du gestionnaire.